# Joke de Korte
Johanna Catharina „Joke” de Korte (ur. 18 sierpnia 1935) – holenderska pływaczka, dwukrotna srebrna medalistka na mistrzostwach Europy z Turynu.
Startowała również na igrzyskach olimpijskich w 1952 roku, ale nie zdobyła medalu.